# Jakt på ubåten Potemkin
Jakt på ubåten Potemkin är en roman av Mark Joseph utgiven 1986. Den låg fyra veckor på The New York Times bästsäljarlista i juli och augusti 1987.

## Bakgrund
År 1968 var ett svart år för ubåtsvapnet, på mindre än ett halvår försvann inte mindre än tre ubåtar. Först försvann den israeliska ubåten Dakar i Medelhavet den 25 februari, därefter den sovjetiska ubåten K-129 i Stilla Havet 11 april och slutligen den amerikanska ubåten USS Scorpion i Atlanten 21 maj. Samtidigt var det kalla kriget och kapprustningen högst påtaglig. Det har förekommit spekulationer om att förlusten av en eller flera av dessa ubåtar inte orsakades av olyckor utan av mer eller mindre sanktionerade fientliga handlingar mellan supermakterna.
Just 1968 sjösattes också den sovjetiska atomubåten K-222. Det var den snabbaste ubåt som någonsin byggts. Dess förmåga att dyka djupt och färdas snabbt var överlägsen alla andra ubåtar och gjorde den osårbar för konventionella vapen på djupt vatten. Det fanns bara ett vapen i den amerikanska arsenalen kapabelt att slå ut en sådan ubåt; kärnvapen. Den amerikanska doktrinen som byggde på teknisk överlägsenhet var på väg att rasa samman och man var desperat att dels ta reda på så mycket som möjligt om den nya sovjetiska superubåten, dels att utveckla nya konventionella vapen kapabla att slå ut den.

## Handling
Den amerikanska Skipjack-klass ubåten USS Barracuda lämnar Norfolk för att delta i en övning med hangarfartyget USS Kitty Hawk i Medelhavet. I övningens mest kritiska ögonblick kolliderar Barracuda med en okänd ubåt. Barracuda tvingas upp till ytan och det förmodas att den okända ubåten har sjunkit till botten och gått under med man och allt.
Den okända ubåten är i själva verket den sovjetiska atomubåten Potemkin. Potemkin som har blivit skadad vid kollisionen har utnyttjat sin förmåga att dyka djupt för att undkomma amerikanerna och därmed gett intrycket att hon förolyckats. Barracudas sonarspecialist Jack Sorensen misstänker att ubåten inte har sjunkit utan i stället använt sig av akustiska trick för att lura amerikanerna och undkomma. När Barracuda tas in i torrdocka i Rota för reparation hittar man rester av metallen titan där ubåtarna har stött ihop vilket bevisar att den ubåt som hon kolliderat med är en hittills okänd typ med oanad prestanda. Så snart Barracuda är reparerad får hon i uppdrag att lokalisera den främmande ubåten för att ta reda på mer om henne.
Potemkins skrov är intakt, men kollisionen har vänt henne upp-och-ner med allvarliga materiella skador som följd och hon måste utföra sina reparationer under fältmässiga förhållanden. Att man inte lyckas reparera luftrenaren gör situationen desperat. Man behöver hjälp snarast, annars kommer besättningen att dö av koldioxidförgiftning. Kapten Federov beslutar att utnyttja ubåtens extrema fartresurser för att lämna Medelhavet och så snabbt som möjligt nå Kuba. När Potemkin spurtar genom Gibraltar sund med en fart på över 50 knop ligger Barracuda redan där och väntar på henne. Hon har ingen möjlighet att hänga med i den höga farten, men lyckas ändå under 11 timmar hålla kontakten med den allt mer avlägsna Potemkin.
Utanför Kuba väntar Dzerzjinski, en strategisk robotubåt av Hotel-klass som har stationerats vid Kuba för att ersätta de landbaserade robotar som Sovjet blev tvungna att dra tillbaka efter Kubakrisen. Hon får order av Norra flottan att undsätta Potemkin, vilket hon också lyckas med. Men Dzerzjinskis existens är hemlig och mycket känslig, så när Barracuda hinner upp Potemkin tillsammans med Dzerzjinski och upptäcks så beslutar sig kapten Federov för att sänka henne. Barracuda lyckas undkomma den första torpeden, men när Potemkin avfyrar en andra torped svarar Barracuda med det enda vapen som kan nå en ubåt på det djup som Potemkin befinner sig; kärnvapentorpeden Mark 45 ASTOR. Båda torpederna träffar sina mål. Potemkin förintas av den väldiga explosionen medan Barracuda bryts itu på mitten och sjunker.
Tre dagar senare träffas admiral Edward Netts och Sergej Gorsjkov i Lauenburg an der Elbe och kommer överens om att tysta ner historien. Barracuda förolyckades till sjöss av okänd orsak och Potemkin har aldrig existerat.

## Kuriosa
Sonarspecialist Jack Sorensen har ett husdjur ombord som tillika är ubåtens mascot; en svart tjocksvansskorpion. Skorpionen har ingen betydelse för handlingen utan är med för att understryka parallellerna mellan den fiktiva USS Barracuda och verklighetens USS Scorpion.
Författaren har gett Barracuda bognumret SSN-593 som i verkligheten bars av USS Thresher, även hon förlorad till sjöss 10 april 1963. Förlusten av Thresher blev mycket mer uppmärksammad än förlusten av Scorpion. Dels för att Thresher var den första atomubåt som förlorats till sjöss, dels för att Thresher förolyckades i fredstid medan Scorpion försvann mitt under Vietnamkriget. Förlusten av Thresher omgärdades inte heller av några mystiska omständigheter. Hon sjönk under en dykövning och hela förloppet följdes från ubåtsräddningsfartyget USS Skylark.
Den kärnvapendetonation som sänker Potemkin beskrivs i boken som betydligt mindre (inte ens en tiondel så stor) än den W34 på 11 kiloton som Mark 45 ASTOR var utrustad med.